# Saint-Nicolas (Liège)
Saint-Nicolas é um município da Bélgica localizado no distrito de Liège, província de Liège, região da Valônia.